# Mongólia az 1964. évi téli olimpiai játékokon
Mongólia az ausztriai Innsbruckban megrendezett 1964. évi téli olimpiai játékok egyik részt vevő nemzete volt. Az országot az olimpián 3 sportágban 13 sportoló képviselte, akik érmet nem szereztek. Mongólia először vett részt a téli olimpiai játékokon.

## Biatlon
| Versenyző            | Lövőhiba | Időeredmény | Helyezés |
| -------------------- | -------- | ----------- | -------- |
| Bayanjavyn Damdinjav | 7        | 1:46:19,7   | 38.      |
| Tsambyn Danzan       | 15       | 2:06:45,6   | 49.      |
| Bizyaagiin Dashgai   | 10       | 1:51:26,0   | 42.      |
| Tudeviin Lkhamsüren  | 8        | 1:53:10,1   | 44.      |

## Gyorskorcsolya
Férfi
| Versenyző               | Versenyszám | Eredmény | Helyezés |
| ----------------------- | ----------- | -------- | -------- |
| Luvsanlkhagvyn Dashnyam | 500 m       | 44,1     | 38.      |
| Luvsanlkhagvyn Dashnyam | 1500 m      | 2:23,9   | 46.      |
| Luvsansharavyn Tsend    | 5000 m      | 8:23,9   | 31.      |
| Luvsansharavyn Tsend    | 10 000 m    | 17:12,4  | 25.      |

Női
| Versenyző            | Versenyszám | Eredmény | Helyezés |
| -------------------- | ----------- | -------- | -------- |
| Tsedenjavyn Lkhamjav | 1000 m      | 1:43,5   | 24.      |
| Tsedenjavyn Lkhamjav | 3000 m      | 5:42,6   | 20.      |

## Sífutás
Férfi
| Versenyző                     | Versenyszám | Eredmény  | Helyezés |
| ----------------------------- | ----------- | --------- | -------- |
| Dambadarjaagiin Baadai        | 15 km       | 1:05:23,6 | 68.      |
| Bayanjavyn Damdinjav          | 30 km       | 1:51:25,2 | 60.      |
| Luvsan-Ayuushiin Dashdemberel | 15 km       | 1:00:08,1 | 54.      |
| Bizyaagiin Dashgai            | 30 km       | 1:49:24,7 | 58.      |
| Sodnomtserengiin Natsagdorj   | 15 km       | 1:02:23,4 | 64.      |
| Sodnomtserengiin Natsagdorj   | 30 km       | 1:49:07,1 | 57.      |
| Banzragchiin Zundui           | 15 km       | 1:02:21,5 | 63.      |
| Banzragchiin Zundui           | 30 km       | 1:49:27,3 | 59.      |

Női
| Versenyző              | Versenyszám | Eredmény | Helyezés |
| ---------------------- | ----------- | -------- | -------- |
| Jigjeegiin Javzandulam | 5 km        | 22:57,5  | 30.      |
| Jigjeegiin Javzandulam | 10 km       | 54:47,6  | 34.      |
| Dorjgotovyn Pürevloov  | 5 km        | 24:55,8  | 31.      |
| Dorjgotovyn Pürevloov  | 10 km       | 55:03,6  | 35.      |